# Straßenbahn Bennington
Die Straßenbahn Bennington war ein Straßenbahnnetz in und um die Stadt Bennington im US-Bundesstaat Vermont.

## Geschichte

### Bennington and Woodford Electric Railway (B&WER)
Die Geschichte der B&WER geht auf das Jahr 1855 zurück, als die Regierung drei Geschäftsleuten aus New York eine Konzession zum Bau einer Eisenbahnstrecke von Bennington nach Glastenbury erteilte, um Holz abzutransportieren, das dort geschlagen wurde. Sie gründeten die Bennington and Glastenbury Railroad, Mining and Manufacturing Company. Aufgrund der schwierigen topografischen Verhältnisse um den Glastenbury Mountain herum kam es nicht zum Bau der Strecke. Erst Anfang der 1870er Jahre wurde der Plan erneut aufgegriffen und die Strecke in Angriff genommen. Die Strecke wies Steigungen bis 5 % auf, die Spurweite betrug 4 Fuß 8 Zoll (1422 mm), war also geringfügig schmaler als Normalspur. Für den Übergang der Wagen war dies jedoch kein Hindernis. Die Strecke verlief durch die County Street in Bennington und entlang des Roaring Branch, eines kleinen Bergbaches, talaufwärts, durch Woodford Hollow und im Tal des Bolles Brook bis nach Glastenbury. Im November 1873 war die 14,44 Kilometer lange Strecke fertiggestellt, nachdem schon im Vormonat die ersten Züge über ein Teilstück gefahren waren. Neben dem Holztransport wurden auch Passagiere und Post nach Glastenbury befördert. Nachdem der Holzschlag 1888 nahezu zum Erliegen gekommen war, stellte die Bahngesellschaft im März 1889 den Betrieb ein, ließ jedoch die Gleise liegen und verkaufte die Strecke an die Bennington and Rutland Railway.
Am 28. November 1894 gründeten Geschäftsleute die Bennington and Woodford Electric Railway, die die Strecke nach Glastenbury pachtete. Der neue Betreiber sanierte die Strecke, wechselte die Schienen aus, reparierte einige Brücken und installierte eine elektrische Oberleitung. Am 14. Juli 1895 gingen etwa 5,5 Kilometer der Strecke wieder in Betrieb, nunmehr als elektrische Straßenbahn. Am Ende der Strecke wurde ein Kasino und in Glastenbury ein Hotel gebaut. Die Bahn verkehrte nur im Sommer in einem 30-Minuten-Takt, während der Touristensaison. Die Abfahrtsstelle in Bennington war in der County Street, Ecke North Street. Ob die Spurweite bei der Streckensanierung auf Normalspur geändert wurde, ist nicht bekannt. Ein Ausbau der Strecke durch die Straßen von Bennington, um wirtschaftlich einen ganzjährigen Betrieb durchführen zu können, wurde der Bahngesellschaft von Seiten der Stadt verwehrt. 1896 wurde ein Sägewerk, das sich am Streckenende der Eisenbahnstrecke befand, in eine Veranstaltungshalle umgebaut und die Straßenbahn dehnte zum Beginn der Fahrsaison 1896 ihren Betrieb bis dorthin aus, sodass nun wieder die gesamte Strecke bis Glastenbury befahren wurde. Alle 45 Minuten fuhren die Bahnen nun und benötigten für die Gesamtstrecke anderthalb Stunden. Güterverkehr wurde nur im Stadtgebiet von Bennington durch die Bennington&Rutland mit Dampfloks durchgeführt. 
Am 5. Oktober 1898 sorgte ein heftiger Regen dafür, dass der Roaring Branch, neben dem die Bahn verlief, über die Ufer trat und die Bahn sowie zahlreiche Gebäude entlang der Strecke mitriss. Eine Reparatur der Strecke war nicht finanzierbar, sodass sie stillgelegt wurde. Da die Trasse auch bei folgenden Überschwemmungen weiter zerstört wurde, ist von der Bahn kaum noch etwas erhalten. Im oberen Teil der Strecke bis zum Endpunkt liegt heute die Long Trail Road auf der Bahntrasse.

### Bennington and Hoosick Valley Railway
Die Bennington Electric Railway wurde wie die B&WER am 28. November 1894 gegründet. Sie erwarb im Sommer 1897 die Hoosick Railway, die 1894 eine neun Kilometer lange Überlandstraßenbahn von Hoosick Falls nach Walloomsac im Bundesstaat New York eröffnet hatte. Am 9. November 1897 fusionierten die beiden Betriebe zur Bennington and Hoosick Valley Railway. Man plante nun, eine Verbindung von Bennington nach Walloomsac zu bauen. Am 10. Februar 1898 wurde zunächst der Abschnitt von Bennington nach North Bennington eröffnet. Die 8,5 Kilometer lange Strecke begann an der Kreuzung Main Street/Branch Street in Bennington und führte durch die Main Street, Mill Street (heute Bemont Avenue) und entlang der heutigen Route 67A nach North Bennington, wo sie in der Nähe des Bahnhofs am Betriebshof der Bahn endete. Am 3. Juli 1898 wurde die Strecke bis Walloomsac eröffnet und die Bahnen konnten nun von Bennington bis Hoosick Falls fahren.

### Bennington and North Adams Street Railway
Am 8. Dezember 1902 erteilte die Regierung der Bennington and North Adams Street Railway die Konzession zum Bau einer 18,5 Kilometer langen Straßenbahnstrecke von Bennington über Pownal nach North Adams in Massachusetts. Mangels Geld wurde die Gesellschaft jedoch zunächst nicht aufgestellt. Die New York, New Haven and Hartford Railroad (NYNH) kaufte am 1. April 1906 die Konzession, stellte die Gesellschaft als Tochtergesellschaft auf und begann am 2. Juli des Jahres mit dem Bau der Strecke. Sie wurde am 27. Juni 1907 eröffnet. Die Strecke begann an der Kreuzung Main Street/Beech Street in Bennington, führte von dort ein kurzes Stück durch die Beech Street und über einen eigenen Bahnkörper nach Pownal, dort durch die Church Street und weiter parallel zur Bahnstrecke Greenfield–Troy auf eigenem Bahnkörper nach North Adams in Massachusetts. Den Betrieb führte die Berkshire Street Railway, eine Tochtergesellschaft der NYNH. Die NYNH hatte auch die Bennington&Hoosick Valley gekauft, auf der nun auch die Berkshire Street Railway den Betrieb führte. Es fuhren teilweise durchlaufende Wagen von North Adams nach Hoosick Falls. Täglich verkehrte außerdem ein durchlaufender Salonwagen von Great Barrington nach Bennington. Bis 1912 fuhren die Bahnen nach North Adams alle 30 Minuten, danach alle 60 Minuten und ab etwa 1920 alle zwei Stunden. Nach Hoosick Falls wurde zunächst zweistündlich, später dann alle 90 Minuten gefahren.

### Vermont Company
Am 27. Dezember 1910 wurde die Bennington&North Adams in Vermont Company umbenannt. Sie erwarb im Januar 1911 die Anteilsmehrheit an der Bennington&Hoosick Valley und wurde ihrerseits am 1. März 1912 an die Berkshire Street Railway verpachtet. Zum 31. Dezember 1922 wurde dieser Pachtvertrag aufgehoben und die Vermont Company übernahm die Betriebsführung der Strecke von der Grenze nach Massachusetts bis Hoosick Falls. Die Strecke von Bennington nach Hoosick Falls wurde zum 31. Mai 1927, zwischen North Adams und Bennington zum 25. September 1929 stillgelegt. Südlich von Bennington ist die Trasse der Straßenbahn noch vorhanden und dient teilweise Fahrwegen.